# Uraga
Uraga (浦賀) é uma subdivisão da cidade de Yokosuka.

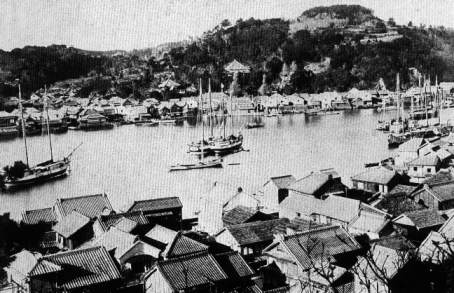
O porto de Uraga por volta de 1890

Antiga cidade portuária japonesa da baía de Tóquio (na parte oriental da península de Miura, extremo norte do canal de Uraga), tem sido, devido à sua localização estratégica, muitas vezes o primeiro ponto de contato para os navios estrangeiros em visita ao Japão.
Em 1846, o Capitão James Biddle da Marinha dos Estados Unidos ancorou dois navios de guerra, o U.S.S. Columbus e o U.S.S. Vincennes no Canal de Uraga. Este foi um primeiro passo no que acabou por ser um esforço inútil para uma relação comercial aberta entre Japão e Estados Unidos.
Em 14 de julho de 1853, o Comodoro Matthew Calbraith Perry e seus barcos negros ancoraram em Uraga. Quando a esquadra de Perry retornou em 1854, os navios contornaram Uraga ancorando próximo de Edo, em Kanagawa, um lugar agora ocupado pela cidade de Yokohama.